# Mequon
Mequon – miasto w hrabstwie Ozaukee, stanie Wisconsin, USA. Według danych z 2009 r. 23 739 mieszkańców.

## Znane osoby związane z miastem
- Halle Berry – aktorka, posiada dom w Mequon
- Mike Dunleavy Jr. – koszykarz
- Ronald Asmus – amerykański dyplomata
- Beezie Madden – jeźdźczyni sportowa
- Hank Aaron – amerykański baseballista
- Kareem Abdul-Jabbar – koszykarz
- Ray Allen – koszykarz
- Peter Mueller – łyżwiarz szybki
- Bob Lanier – koszykarz